# Strobilomyia
Genre
Synonymes
- Lasiomma Stein, 1916 auct. partim

Strobilomyia est un genre d'insectes diptères brachycères. Ces mouches de couleur noirâtre à la morphologie typique de la famille des Anthomyiidae sont distribuées au nord de l'ensemble des continents Eurasiatiques et Nord-Américains. Leur développement larvaire est intimement lié aux cônes de conifères de la famille des Pinaceae, notamment de Mélèzes du genre Larix mais aussi d'Épicéas et de Sapins. Leurs dégâts peuvent parfois être considérables. 
L'espèce type de ce genre est Chortophila anthracina, recombinée en Lasiomma anthracina puis en Strobilomyia anthracina. « Strobilomyia » est construit à partir du grec ancien στρόβιλος, stróbilos, (« cône ») et μυῖα, muîa (« mouche »), son genre est féminin.

## Biologie

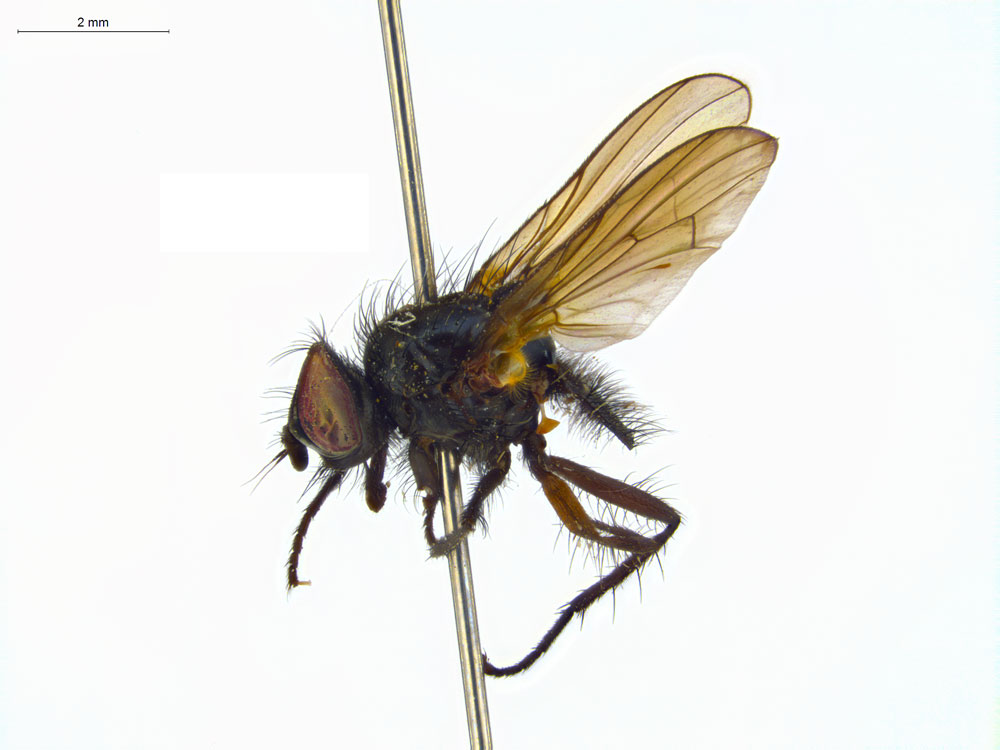
Strobilomyia svenssoni

Toutes les espèces de Strobilomyia sont univoltines et une partie des pupes peut rester en diapause pendant 1 à 3 ans, ce qui les rend plus résistants aux fluctuations saisonnières. 
Les adultes émergent de leur pupe au début du printemps, lorsque les cônes femelles de leurs hôtes ne sont pas encore pollinisés. Le régime alimentaire des adultes est inconnu. Ils ne semblent pas être attirés par le pollen ou le nectar des plantes à fleurs. Les mâles semblent ne pas se nourrir alors que les femelles se nourriraient de miellat ou de sève. Les imagos ont une durée de vie courte et restent dans et autour de la canopée de leurs arbres hôtes, ce qui les rend difficile à observer et à récolter. 
Pour certaines espèces, un essaimage des mâles est connu. Une fois fécondée, les femelles pondent leurs œufs blanc individuellement sur ou à proximité des cônes en développement. À l'émergence, la jeune larve fait un tunnel d'alimentation en spirale autour de l'axe du cône. Les cônes de mélèze n'accueillent généralement qu'une seule larve, tandis que les cônes d'épicéa et surtout de sapin en accueillent souvent plusieurs. Les larves adultes quittent normalement les cônes encore immatures au milieu de l'été. Elles tombent sur le sol par un trou de sortie préformé, de préférence par temps humide, et se puposent rapidement dans la litière du sol.

## Impact parasitaire

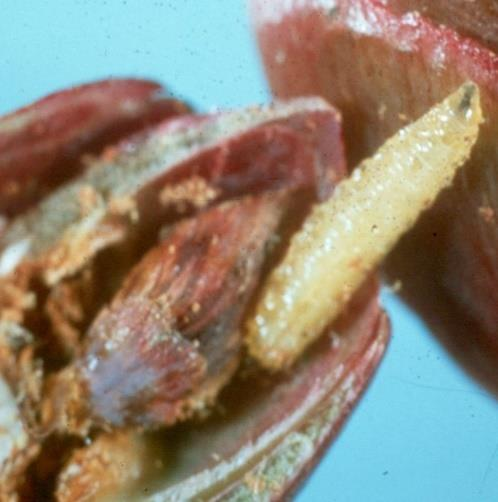
Larve de Strobilomyia laricis.

Strobilomyia est le seul groupe de Calyptratae phytophages se nourrissant de conifères. Les stades larvaires se développent dans les cônes des espèces de Pinaceae. Les espèces sont monophages, celles qui infestent le Mélèze ne se rencontrent pas sur l'Épicéa ou le Sapin, et vice versa. Tous les groupes de Pinaceae, à l'exception des Pins, semblent être des hôtes potentiels. L'absence de Strobilomyia sur les Pins peut s'expliquer par le fait que le développement des cônes dans ce groupe prend de 2 à 3 ans. 
Les larves de Strobilomyia sont des ravageurs important capables de détruire la production de graines et le développement normal des cônes infestés. Cependant, les dommages et le type de galeries varient selon l'espèce.
Dans les Alpes françaises ainsi que dans le Piémont italien, trois espèces sont présentes sur les cônes de Mélèze d'Europe : L. laricicola, L . melania et L. infregrens. En dehors de ces régions, les reboisements artificiels de France semblent indemnes à l'exception du sud du Massif-Central.

## Ensemble des espèces
Liste des espèces selon GBIF (6 mai 2022) :
- Strobilomyia abieticola Griffiths, 2004, Néarctique
- Strobilomyia abietis (Huckett, 1953) Néarctique (dispersée), sur Abies[1]
- Strobilomyia anthracina (Czerny, 1906) Paléarctique (dispersée), sur Picea[1]
- Strobilomyia appalachensis Michelsen, 1988 est-Néarctique, sur Picea[4]
- Strobilomyia baicalensis (Elberg, 1970) est-Paléarctique, sur Larix[1]
- Strobilomyia carbonaria (Ringdahl, 1948) Europe centrale, est-néarctique[1]
- Strobilomyia columbiana Griffiths, 2004, Néarctique
- Strobilomyia flexiliventris Griffiths, 2004, Néarctique
- Strobilomyia flexiventris Griffiths, 2004, Néarctique
- Strobilomyia infrequens (Ackland, 1964) Paléarctique (dispersée), sur Larix[1]
- Strobilomyia laricicola (Karl, 1928) Paléarctique (dispersée), sur Larix[1]
- Strobilomyia laricis Michelsen, 1988 Néarctique (disperseé), sur Larix[5]
- Strobilomyia lijiangensis Roques & Sun, 1996
- Strobilomyia luteoforceps Fan & Fang, 1981 Chine, sur Larix[1]
- Strobilomyia macalpinei Michelsen, 1988 ouest du Canada, sur Larix[1]
- Strobilomyia melania (Ackland, 1964) Europe centrale sur Larix[1]
- Strobilomyia neanthracina Michelsen, 1988 Néarctique (dispersée), sur Picea[1]
- Strobilomyia oriens (Suwa, 1983 ) est-Paléarctique, sur Abies[1]
- Strobilomyia sibirica Michelsen, 1988 nord-Est de l'Europe, Sibérie, sur Larix[1]
- Strobilomyia suwai Michelsen, 1988 Japon, Larix[1]
- Strobilomyia svenssoni Michelsen, 1988 nord de l'Europe, Mongolie[1]
- Strobilomyia todocola (Suwa, 1971) Japon, sur Abies[1]
- Strobilomyia viaria) (Huckett, 1965) est-Paléarctique, Néarctique, sur Larix[1]